# Ломати
Лома́ти (рос. Ломаты, ерз. Ломаты) — село у складі Дубьонського району Мордовії, Росія. Адміністративний центр Ломатського сільського поселення.

## Населення
Населення — 322 особи (2010; 400 у 2002).
Національний склад (станом на 2002 рік):
- татари — 98 %